# 飛歷奇
飛歷奇（葡萄牙語：Henrique de Senna Fernandes，1923年10月15日—2010年10月4日），澳門土生葡人，是一名律師和作家。
1952年於他開始寫作生涯的葡萄牙科英布拉大學畢業，長年擔任學校教師和校長。2001年獲澳門特區政府頒發文化功績勳章。他也是澳門大學、澳門高等校際學院榮譽博士。
著有小說《愛情與小腳趾》、《大辮子的誘惑》等，提及的兩部均被改變為同名電影《愛情與小腳趾》和《大辮子的誘惑》。其子飛文基也是一名律師，致力推廣土生葡語話劇。